# Rebecca Wyss
Rebecca Wyss (* 1985) ist eine Schweizer Journalistin. 

## Leben
Rebecca Wyss studierte Journalismus und Organisationskommunikation in Winterthur sowie unter anderem Politikwissenschaft und Islamische Welt in Zürich. Im Jahr 2012 begann sie als Journalistin zu arbeiten, zunächst für die lokale Presse, später unter anderem als freie und feste Journalistin für den Beobachter und die Zeitungen von AZ Medien. Zwischenzeitlich verbrachte sie zwei Jahre auf Bali als Nachtschicht-Redaktorin für Watson.
Seit 2018 schreibt sie für das SonntagsBlick Magazin zu gesellschaftlichen Themen. 2022 wurde sie für den im Vorjahr dort erschienenen Text Ich bin glücklich, wenn jemand nur Schwuchtel sagt zu jungen schwulen und transgeschlechtlichen Personen mit dem Zürcher Journalistenpreis ausgezeichnet. Rebecca Wyss lebt in Zürich.

## Auszeichnungen
- 2022: Zürcher Journalistenpreis für Ich bin glücklich, wenn jemand nur Schwuchtel sagt im SonntagsBlick Magazin[2]